# Susana y los viejos (Altdorfer)
Susana y los viejos es una pintura al óleo sobre madera del artista alemán Albrecht Altdorfer, creada en 1526 y actualmente conservada en la Alte Pinakothek de Múnich. Es una de las obras más conocidas del artista y el tema es la historia del Antiguo Testamento sobre Susana.

## Descripción
La mayoría de los artistas que representaron la historia del baño de Susana aprovecharon la oportunidad para pintar un desnudo femenino. Altdorfer ha optado por un enfoque más profano y costumbrista, lo cual constituye una rara excepción.
Más que en los protagonistas y la historia, el artista pone el énfasis principal en la representación del palacio de cuento de hadas de Joaquín con amplias terrazas y jardines adyacentes, convirtiéndola en una las representaciones del tema más sorprendentes de la historia del arte. Los claustros, salones y terrazas están llenos de gente conversando o paseando. Entre estos detalles, el artista colocó los varios hilos de la historia. A la izquierda, a lo lejos, Susana camina hacia la puerta de los jardines y el estanque para tomar un baño. En el mismo lado, en plano medio, Susana aparece rodeada de sus tres criadas, sentada mientras le lavan los pies, y una de las sirvientas le peina el cabello. En su regazo Susana tiene un perrito, símbolo de fidelidad. Detrás, entre los arbustos, apenas visibles, yacen los dos ancianos vigilando el aseo de la joven.
En primer plano en el lado inferior derecho del lienzo, Susana con su vestido rojo se dirige al palacio. En su mano sostiene un lirio blanco, símbolo de inocencia, refiriéndose aquí a que Susana permaneció casta y no sucumbió a la amenaza de los ancianos. A la derecha, la narración concluye con el juicio y lapidación de los ancianos como castigo por su mentira. La escena de la lapidación es observada por los espectadores desde las ventanas y terrazas.